# Кочубей, Михаил Викторович
Князь Михаи́л Ви́кторович Кочубе́й (1 (13) июня 1816, Санкт-Петербург—8 (20) января 1874) — тайный советник (1861), шталмейстер (1869), подольский губернский предводитель дворянства.

## Биография
Сын дипломата и министра внутренних дел Российской империи Виктора Павловича Кочубея и Марии Васильевны Васильчиковой. Родился в Санкт-Петербурге 1 (13) июня 1816 года, крещен 11 июня в Симеоновской церкви при восприемстве надворного советника Павла Лаврентьевича Учительца и крепостного дворового человека Василия Кириллова.
За заслуги отца 14 октября 1828 года был пожалован в камер-пажи. Из Пажеского корпуса был выпущен в 1834 году. С 1834 по 1843 годы находился на воинской службе. 22 апреля 1834 года произведен в корнеты Кавалергардского полка. С 28 января 1836 года — поручик. 21 апреля 1840 года назначен штабс-ротмистром. Затем 30 ноября 1843 года князь вышел в отставку с переименованием в чин надворного советника, и 11 декабря того же года был зачислен в IV отделение Собственной Его Величества канцелярии.
В 1844 году был пожалован чином коллежского советника, в 1845 году — придворным званием «в должности церемонимейстера». В 1846—1851 годах — в орденском Капитуле. 3 апреля 1849 года был удостоен чина церемониймейстера. Затем был переименован в статские советники и назначен исправляющим должность гофмаршала. Высочайшим указом от 29 марта 1852 года был произведён в действительные статские советники с повелением «быть ему в должности гофмаршала и вице-президента Придворной конторы». По словам Инсарского, в эту должность Кочубей был «втащен на дамском шлейфе графини Е. Тизенгаузен». Числился «в должности вице-президента» Придворной конторы до 1857 года, но ожидаемого утверждения в этой должности и повышения в чине до гофмаршала не дождался: за интриги против А. П. Шувалова, являвшегося в то время президентом Придворной конторы, перестал числиться «в должности вице-президента» Придворной конторы, но не был удалён от двора, поскольку сохранил придворное звание «в должности гофмаршала». Чина гофмаршала и должности вице-президента Придворной конторы был удостоен граф А. Н. Толстой.
В 1857 году уехал за границу. В Париже Кочубей познакомился с Марией де Брессан — своей будущей второй женой. В 1873 году был Подольским губернским предводителем дворянства.
Скончался в Киеве 8 (20) января 1874 года. Похоронен в Кочубеевской церкви Сергиевой Приморской пустыни.
По воспоминаниям современника князь Кочубей был «весьма красив собой и владел приятным, хотя слабеньким, теноровым голосом». На вид же он был любезный и приветливый человек, но в глубине души он был по преимуществу эгоист и эгоист в грубой форме.

## Общественная деятельность
- Член Попечительского совета заведений общественного призрения в Санкт-Петербурге.
- В 1848—1861 годах попечитель городской Калинкинской больницы.
- Организатор акционерной золотопромышленной компании в Восточной и Западной Сибири и Оренбургской губернии (1852)[1].

## Семья
Был женат дважды.

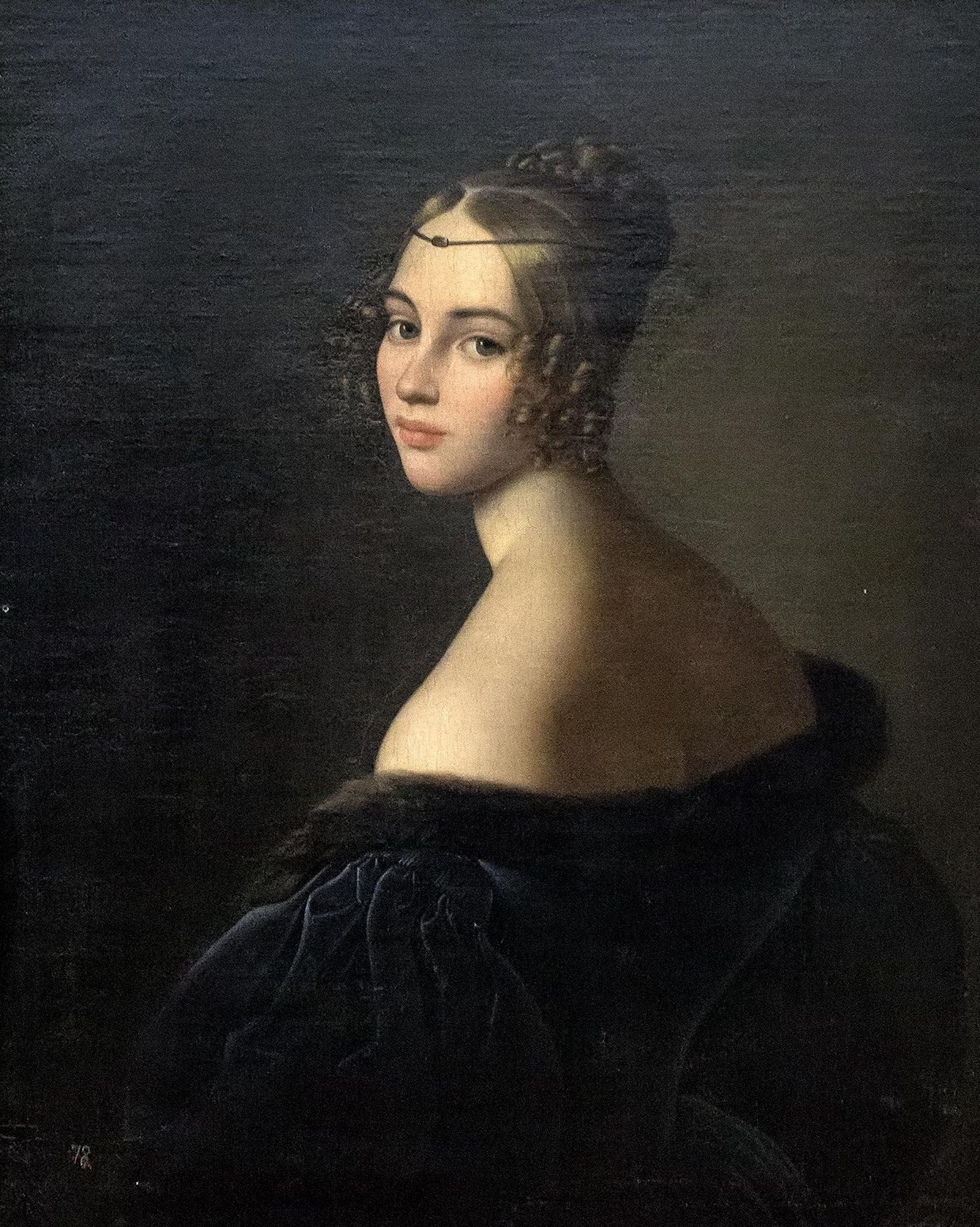
Княжна Мария Ивановна Барятинская

Первая жена (с 09.07.1841 года) — княжна Мария Ивановна Барятинская (05.12.1818 — 20.01.1843), дочь Ивана Ивановича Барятинского и Марии Фёдоровны, урождённой графини Келлер; фрейлина и одна из первых великосветских красавиц. По словам великой княжны Ольги Николаевны, «Мария Барятинская была блондинка с черными бровями, её взгляд, если она кому-нибудь симпатизировала, был полон тепла, которого я не встречала ни у кого, кроме Императрицы Марии Александровны (жены Императора Александра II), возможно потому, что я искренне любила обеих». Умерла скоропостижно от лихорадки вскоре после свадьбы. Барон М. Корф писал в дневнике: «Умерла неожиданно в Италии молодая княгиня Кочубей, свадьбу которой, с жалкими её последствиями, я записал в 1841-м году. Злые языки уверяют, что она и умерла — девицею. Как бы то ни было, но до свадьбы она цвела здоровьем, а потом скоро начала чахнуть, так что принуждены были искать для неё спасения под синим небом Италии… Она была одною из прелестнейших женщин нашего двора». Похоронена на кладбище Сергиевой Приморской пустыни. В память о ней её мать, княгиня Барятинская, открыла Мариинский приют для бедных женщин.

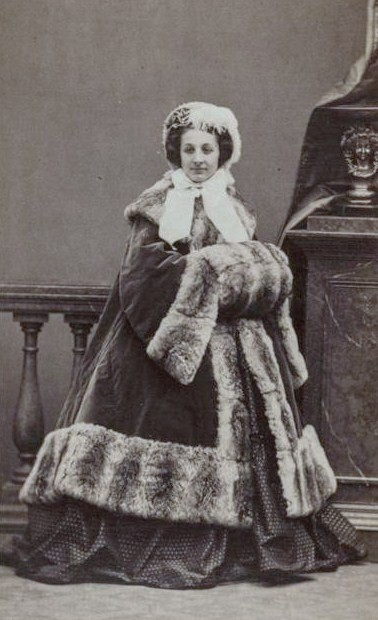
Мария Евгения Алиса де Брессан Кочубей

Вторая жена (с 1867 года) — Мария Евгения Алиса (Александра Просперовна) де Брессан (21.09.1838 — 29.12.1909; известная также как Mademoiselle Bressant), дочь актёра Жана Батиста Проспера де Брессана, который в 1838—1849 годах успешно играл во французской труппе Михайловского театра. После принятия Алисой де Брессан православия, в Петербурге в Троицком соборе на Петербургской стороне состоялось венчание. Их старшие дети, рождённые в Париже до брака, были признаны законными, получили фамилию отца и все права. Овдовев, вышла замуж за барона д’Артига.
- Михаил Михайлович (02.04.1860 — 18.10.1937), был женат на Ольге Васильевне Шереметевой (1872—1967), дочери Василия Петровича Шереметева и фрейлины Ольги Дмитриевны Скобелевой — дочери Д. И. Скобелева. В первом браке, который закончился разводом, Ольга Васильевна была замужем за Павлом Александровичем Демидовым (1869—1935).
- Лев Михайлович (23.06.1862 — 9.05.1927), в 1893—1911 годах был женат на графине Дарье Богарне (1870—1937), дочери герцога Евгения Максимилиановича Лейхтенбергского и Дарьи Константиновны Опочининой. Род Кочубеев-Богарне прервался со смертью их сына Евгения Львовича (1894—1951)[1].
- Виктор Михайлович[12]
- Мариамна (Мариам) Михайловна (7.03.1866 — 22.12.1954) — фрейлина (1891), замужем за генерал-адъютантом Константином Дмитриевичем Ниловым (1856—1919).
- Наталья Михайловна (15.03.1869; Париж— ?)
- Александр Михайлович (1871—27.06.1889) — воспитанник Императорского Александровского лицея, умер от чахотки в Париже[13].

## «Дом с маврами»

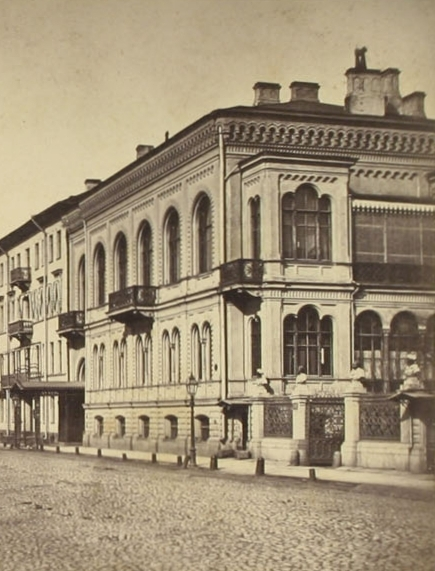
«Дом с маврами». 1853—1857. Архитектор Э. Боссе

В 1852 году М. В. Кочубей приобрёл на Конногвардейском бульваре в Санкт-Петербурге участок земли с постройками (современный адрес — Конногвардейский бульвар, дом 7), и заказал известному архитектору Г. Боссе перестройку существовавшего здания с расширением. Проект фасада особняка в стиле неоренессанса был утверждён императором Николаем I в Петергофе 12 августа 1853 года, а строительство завершилось только в 1857 году. Спустя 10 лет, в декабре 1867 года, участок со всеми строениями был продан купцу первой гильдии Фёдору Родоканаки. Дом Кочубея относится к числу объектов культурного наследия федерального значения.

## Награды
- орден Святого Станислава 1-й степени (17 апреля 1855 года).
- орденом Святой Анны 1-й степени (26 августа 1856 года).
- Орден Святого Владимира 2-й степени (1872).
- Бронзовая медаль «В память войны 1853—1856 гг.».
- Знак отличия за XV лет беспорочной службы.

Иностранные:
- вюртембергский Орден Фридриха большого креста 1 ст.;
- саксонский Орден Альбрехта 1ст. командорский крест 1 ст.;
- прусский Орден Красного орла 2 ст. со звездой;
- ольденбургский Династический орден Заслуг герцога Петра Фридриха Людвига 2 ст. бол. командорского креста со звездой;
- нидерландский Орден Дубового венка 1 ст. большого креста;
- гессенский Орден Филиппа Великодушного 1 ст. командорского креста;
- гессен-кассельский Орден Вильгельма кавалер большого креста;
- вюртембергский Орден вюртембергской короны 2 ст. командор.